# Kenpō kai
El Kenpō Kai, también lo podemos encontrar escrito en romaji de las siguientes formas: Kenpo Kai, kenpokai, kempokai, kenpo-kai y kempo-kai, y en Kanji como (拳法會) o (拳法会).
Kenpō Kai significa «reunión de los métodos del puño » (拳 ken = puño, 法 pō = método o sistema, 會 o 会 kai = reunión) y es un arte marcial tradicional japonés budō, con alguna influencia China.
Su filosofía es el desarrollo personal y la búsqueda del equilibrio a través de la práctica y el entrenamiento de Kenpō Kai. Desarrolla fortaleza física y mental y resiliencia de espíritu o superación personal, manteniendo valores del código samurái, como humildad, respeto, etc., intrínseco en las artes marciales japonesas tradicionales.
Destaca por su efectividad en combate y su trabajo centrado principalmente sobre la defensa personal aplicada.
El Kenpō Kai. se sustenta en tres grandes bloques:
Reiho (礼法)
El Reiho (etiqueta), tranquiliza la mente y desarrolla el autocontrol. Nos hace mejores personas y entrena nuestro intelecto para reaccionar rápidamente en situaciones peligrosas. Su práctica mantiene las tradiciones y conserva la sabiduría de los que precedieron a los Kenshis (practicantes de Kenpō Kai) actuales.
Un proverbio de Kenpō Kai dice “Sin un espíritu fuerte y una mente sabia nunca habrá triunfo”.
Uchiho (内法)
El Sistema de equilibrar el cuerpo (Seitaiho 整体法) se compone de las técnicas de acupresión (Shiatsuho 指圧法), masaje (Anmaho 按摩法), tratamiento articular (Seifukuho 整復法), estudio de los puntos vitales (Kyushoho 急所法), a este apartado se le unen otras técnicas adaptadas a la práctica del Kenpo Kai, como el trabajo de respiración (kokyuho 呼吸法), meditación (mokuso 黙想), energía interna (Kiho 気法) filosofía (Tetsugaku 哲学)…, todos estos métodos o sistemas componen el llamado sistema interno (uchiho 内法) de Kenpo Kai.
Bujutsuho (武術法)
El Bujutsuho (sistema técnico marcial) es el aprendizaje de las técnicas de lucha. Está compuesto por: Formas (kata型), Defensa Personal (Goshinjutsu 護身術), Combates (Randori 乱取), Armas Tradicionales (Buki 武器), Puntos vitales (Kyusho 急所), Test de rompimiento (Tameshiwari 試割り), Test de corte (Tameshigiri 試し切り) . Este aprendizaje incluye golpes, luxaciones, inmovilizaciones... tanto de pie como en el suelo con armas o sin ellas, contra uno o varios adversarios. Este sistema o método es considerado el sistema externo (Sotoho外法) de Kenpo Kai.

## Orígenes
Un monje Shaolin de apellido Jiang enseña a su familia el sistema de lucha del shaolin quan para que puedan defenderse de los ataques de los ladrones (ya que su familia había sido objeto de repetidas agresiones). Este sistema de lucha fue transmitido de generación en generación dentro de la misma familia, pasando a denominarse jiang quan (boxeo de la familia Jiang).
Durante el Shogunato Tokugawa, un joven aventurero japonés iniciado en el arte del kashima shinto ryū de nombre Tawada Ishizaka viaja a China y en su periplo por este país, pasa varios años al servicio de la familia Jiang. Al casarse con una de las hijas del Maestro, es aceptado como alumno siendo iniciado en su arte de lucha.
De vuelta a Japón con sus hijos, Tawada decide para sobrevivir, crear una troupe teatral, haciendo espectáculos basados en su maestría del jiang chuan, en japonés Shouken. Tawada ya en una edad avanzada, cede a su hijo la parte más espectacular de sus representaciones. Con el tiempo, codifica y desarrolla la práctica de su arte marcial, incluyendo algunos elementos del kashima shinto ryū que él practicó en su juventud; confiriéndole al estilo una personalidad propia. Él lo transmite a sus descendientes y de esta práctica llegará el ishizaka ha kenpō.
Los últimos Maestros del ishizaka ha kenpō fueron Koiso Ishizaka (1915-1966), su hermano Kazuo (1921-1998) y el hijo de Koiso, Sotoki Ishizaka (1943-1987).
Kazuo Ishizaka a principios de los años 1960, contacta en China con un descendiente de la familia Jiang, el Maestro Rou Jiang (1889-1978), se convierte en su alumno y entrena durante varios años bajo su dirección, recuperando las técnicas perdidas del Shouken.
A finales de los años 1960, Kazuo Ishizaka, termina de codificar el Kenpo-Kai tras un exhaustivo estudio de los sistemas de lucha que dieron nacimiento al arte de su familia, con la intención de recuperar e integrar las técnicas perdidas del Shouken, con el ishizaka ha kenpō y el kashima shinto ryū. Siendo uno de sus mayores apoyos para conseguir este fin, el Gran Maestro Chiaki Ohashi.
Es en este momento cuando nace el Kenpō Kai, tal y como lo conocemos.
El Kenpō Kai, tiene sus principios filosóficos en el espíritu samurái del bushidō.
En el año 1969 comienza a enseñarse oficialmente Kenpō Kai a todas las personas que quieren aprenderlo, sean orientales u occidentales, ya que el ishizaka ha kenpō sólo era enseñado a los miembros de la familia Ishizaka o en círculos muy restringidos. 

En 1980 nace I.K.K.O. (Internacional Kenpo Kai Organization) con sede en Tokio (Japón). 

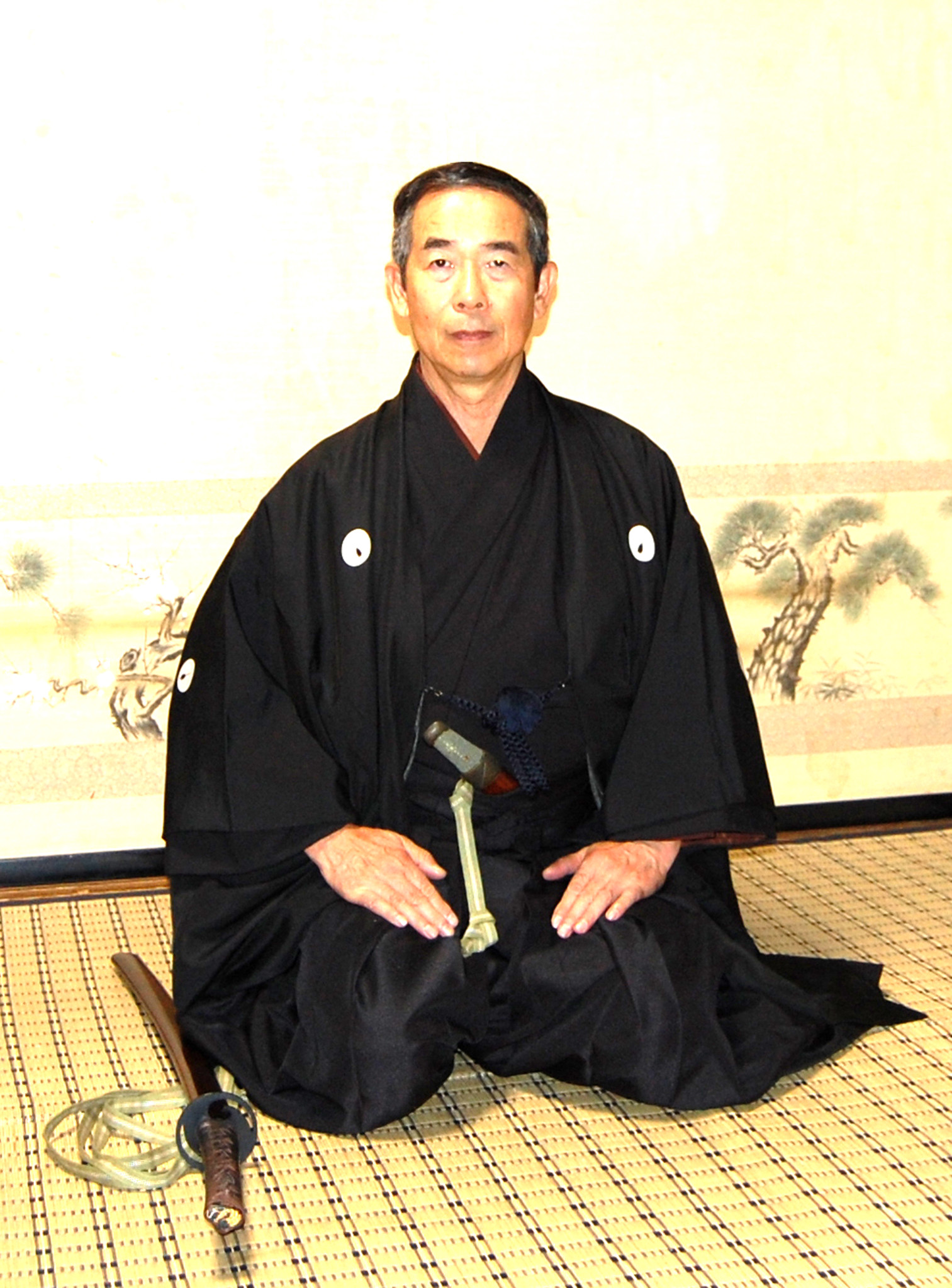
Sôke Chiaki Ohashi (Presidente IKKO)

En 1985 se registra oficialmente E.K.K.O. (European Kenpo Kai Organization) como delegación de IKKO para Europa. 
En 1987, el Maestro Sotoki Ishizaka, muere en un accidente de coche en Brasil. 
En 1990, se celebra el primer campeonato del Mundo de Kenpō Kai en Tokio (Japón), el español Juan María Vidal se proclamó campeón del mundo en la final contra el estadounidense Mike Robertson.
En 1998, el Maestro Kazuo Ishizaka fallece, creándose una pequeña incertidumbre sobre el futuro del Kenpō Kai.
El Gran Maestro Chiaki Ohashi se hace cargo del Kenpō Kai, convirtiéndose en presidente mundial en el año 2000. Su mayor logro ha sido la reorganización y unificación a nivel mundial de este arte marcial en busca de una mayor difusión y obtención de reconocimiento internacional para el Kenpō Kai.
En el año 2000, la sede central de Kenpō Kai se traslada oficialmente a la ciudad japonesa de Hamamatsu.
En octubre del 2023, en Túnez se realizó la ceremonia de reconocimiento del Sōke (Guardian de la escuela) Chiaki Ohashi del grado de cinturón negro 10º Dan en Kenpō Kai, convirtiéndose en la única persona viva en el mundo que ostenta este grado. 

## Estructura de enseñanza
Su actual estructura conserva las etapas tradicionales de enseñanza, para ello el Kenpo Kai cuenta con un programa muy organizado, basado en grados de cinturones de colores llamados Kyū (級) y grados de cinturón negro llamados Dan (段) 

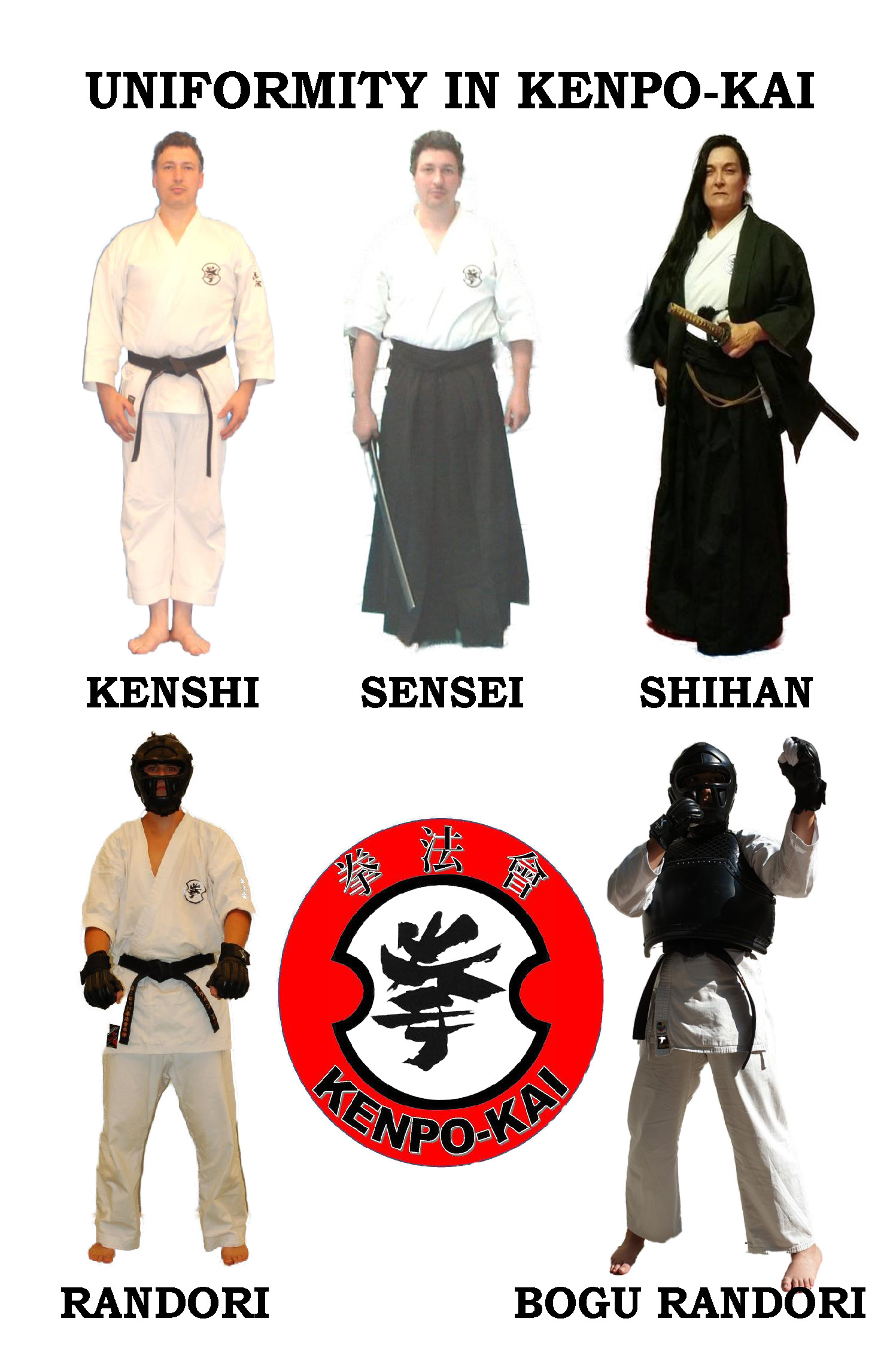
Uniformidad en Kenpo Kai

Grado Kyū en Kenpō Kai, de mayor a menor, en cada grado se cambia el color del cinturón:
·        Rokkyū (六級)       6º Kyu (cinturón blanco)
·        Gokyū (五級)        5º Kyu (cinturón amarillo)
·        Yonkyū (四級)       4º Kyu (cinturón naranja)
·        Sankyū (三級)       3º Kyu (cinturón verde)
·        Nikyū (二級)          2º Kyu (cinturón azul)
·        Ikkyū (一級)          1º Kyu (cinturón marrón)
Grado Dan en Kenpō Kai, de menor a mayor, el color del cinturón, siempre es negro en todos los grados:
·        Shodan (初段)      1º Dan
·        Nidan (弐段)         2º Dan
·        Sandan (参段)      3º Dan, Maestro (Sensei 先生)
·        Yondan (四段)      4º Dan
·        Godan (五段)        5º Dan, Maestro de Maestros (Shihan 師範)
·        Rokudan (六段)    6º Dan
·        Shichidan (七段)   7º Dan
·        Hachidan (八段)    8º Dan  
·        Kudan (九段)        9º Dan

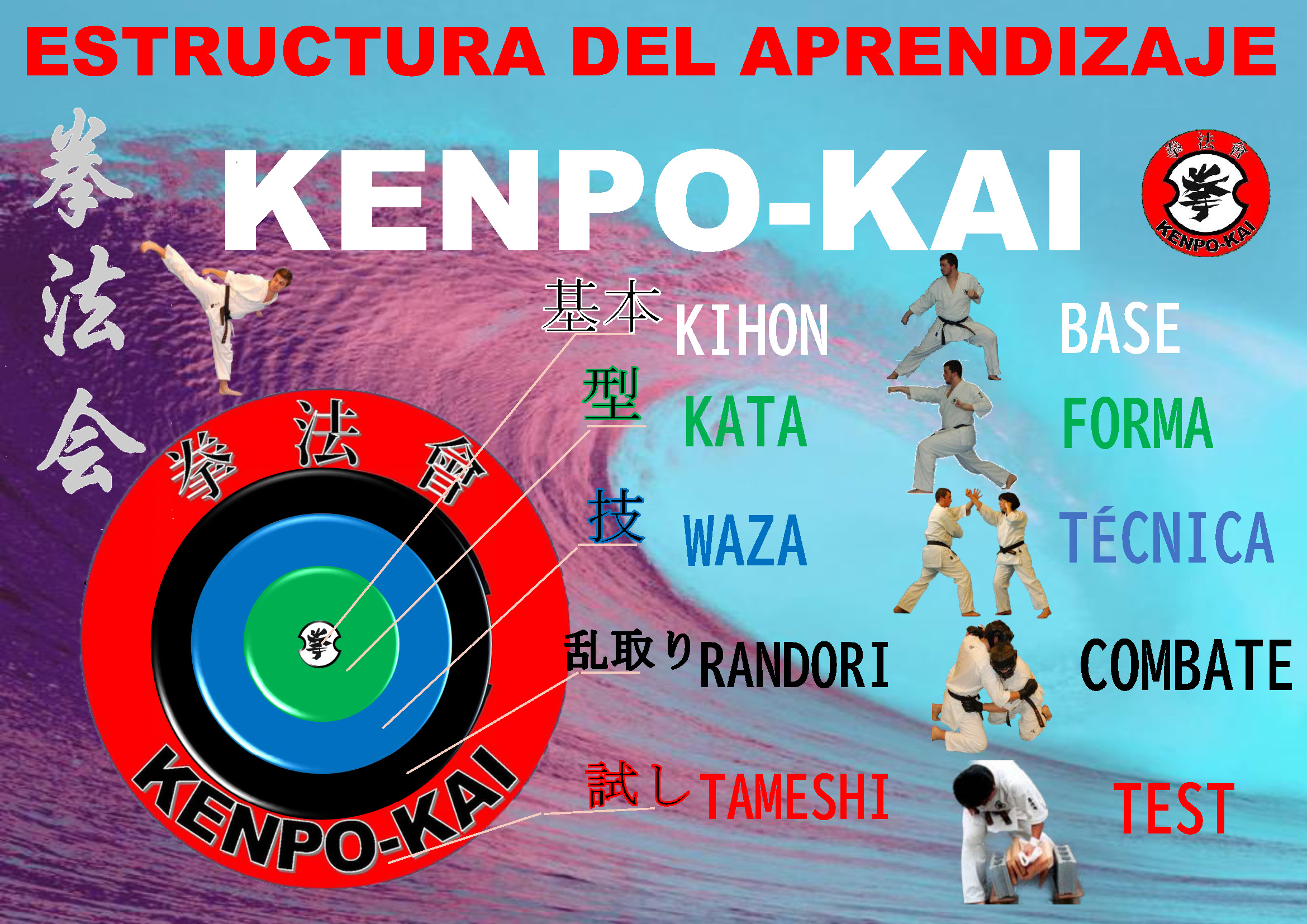
Estructura del aprendizaje del Kenpo Kai

·        Judan (十段)         10º Dan, Guardian de la escuela (Sôke 宗家)

La estructura del aprendizaje se basa en 5 principios:
·        Kihon (基本)         base
·        Kata (型)               forma
·        Waza (技)             técnica
·        Randori (乱取)      ejercicio libre
·        Tameshi (試し)     Test, prueba

## Técnicas Waza 技
El Kenpō Kai conlleva el estudio de tres grandes bloques, el mental por medio del Reiho, el bienestar físico por medio del Seitaiho y el marcial por medio del Bujutsuho. 
Estos grandes bloques se complementan para hacer del Kenshi (拳士), una persona estable y eficaz cuando la situación lo requiere.
Para ello se entrenan y estudian diferentes técnicas como, por ejemplo:
Kiho
En la parte avanzada del Kenpō Kai se encuentran las técnicas de trabajo energético (kiho), que contiene un cierto número de técnicas de respiración como el kokyu go kata 呼吸剛型 (forma de respiración dura), se trata de un ejercicio de musculación isotónica, que permite el desarrollo de la estabilidad y la concentración de la fuerza en una zona concreta del cuerpo, con el fin de poder aplicar una fuerza máxima en las técnicas y hacer el cuerpo mucho más fuerte y resistente. Es el inicio de las técnicas de trabajo para mejorar la salud.

Bujutsuho.
Es otra de las partes que comprende el Kenpō Kai tradicional dentro del sistema externo (sotoho) cuyas características son el desarrollo del control del cuerpo, el endurecimiento, el manejo de las armas tradicionales (bukiho), el estudio de estrategias de lucha basados en los 5 elementos y los animales (godai五大) y la defensa personal (goshinjutsu). Dentro de este último sistema, existen 3 subsistemas, siendo estos:

Goho (剛法)

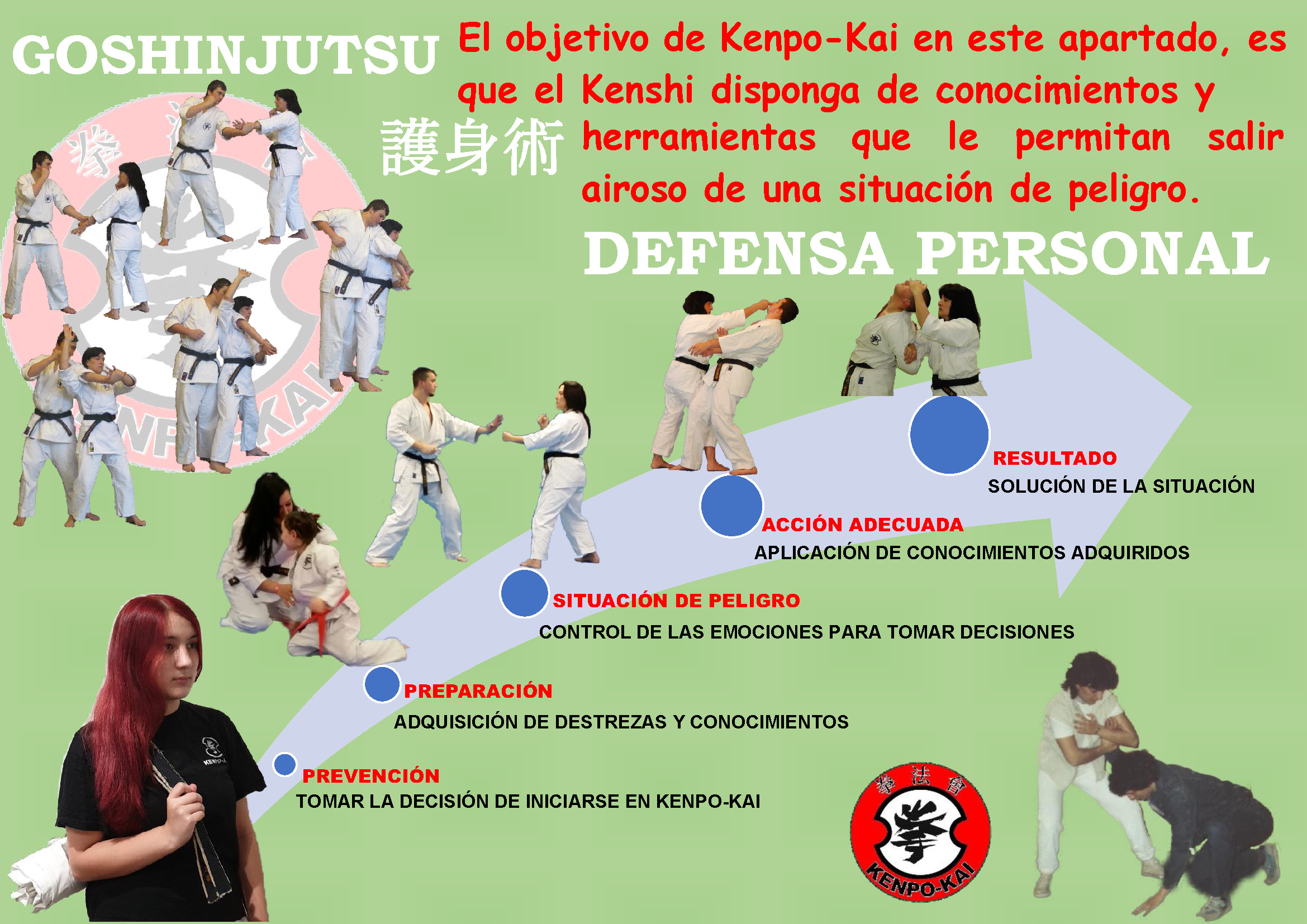
Kenpo Kai Goshinjutsu

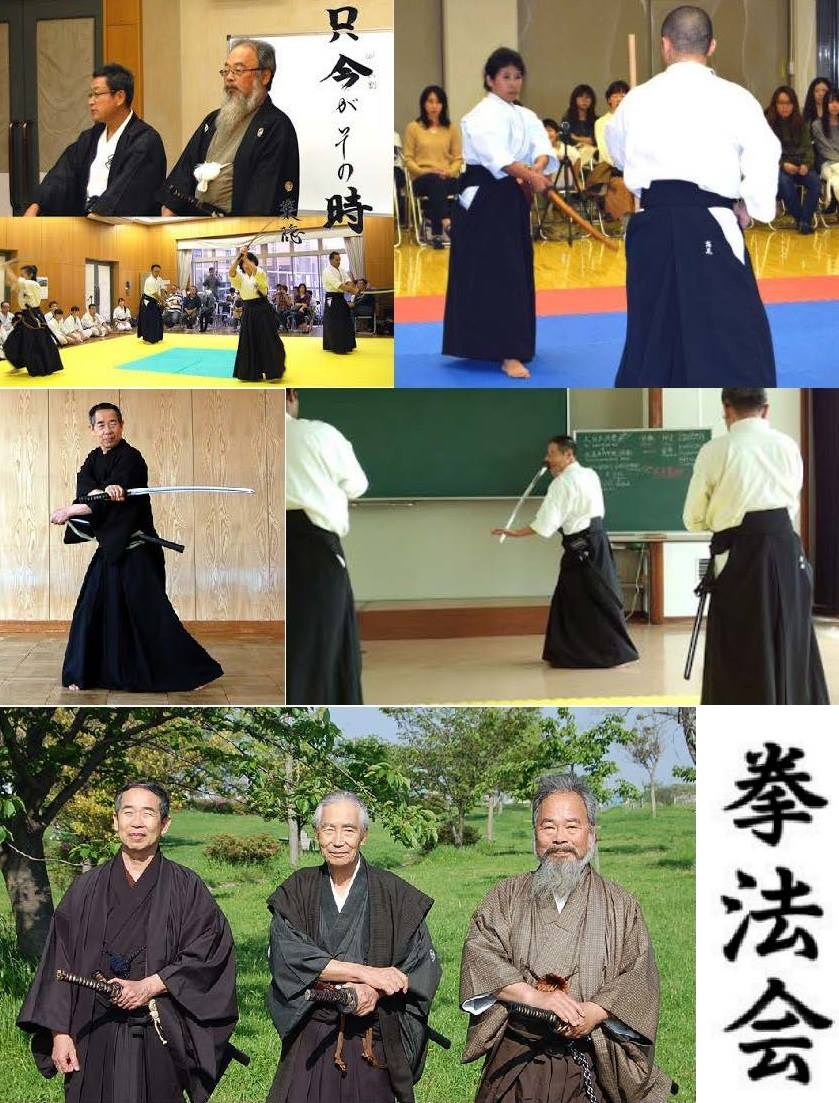
Sôke Chiaki Ohashi (President of International Kenpo Kai Organization) and and Nihonto practice

Método duro. El Goho corresponde al aprendizaje del sistema duro, que utiliza los golpes, blocajes, esquives...
Juho (柔法)
Método blando. El Juho corresponde al aprendizaje del sistema blando o suave, es un método de lucha que corresponde a los agarres, proyecciones, inmovilizaciones, estrangulaciones y dislocaciones articulares.
Gojuho (剛柔法)
Método híbrido. El sistema híbrido Gojuho es la mezcla de los dos anteriores, combinándolos de la manera más eficaz; es el sistema más completo de defensa personal practicado en Kenpō Kai y por tanto un método de autodefensa efectivo.

Bukiho
Sistema de armas. Son 12 las armas que se estudian en Kenpo Kai, entre ellas se encuentran las tradicionales bō 棒 (bastón), nawa 縄 (cuerda)…, la más importante es la espada japonesa (Nihonto 日本刀).

Kata
Forma o encadenamientos. en el Kenpō Kai, existen varios kata diferentes, que son ejecutados en solitario o por parejas, con armas... así como katas de competición. Para los cinturones negros existen igualmente formas inspiradas en los animales.

Kenpō kai avanzado
A partir de cinturón negro primer dan comienza el aprendizaje del Kenpō Kai avanzado. Técnica y físicamente es más exigente, este tipo de trabajo no es posible sin la adquisición y comprensión de una buena base.

## Competición Shiai  試合

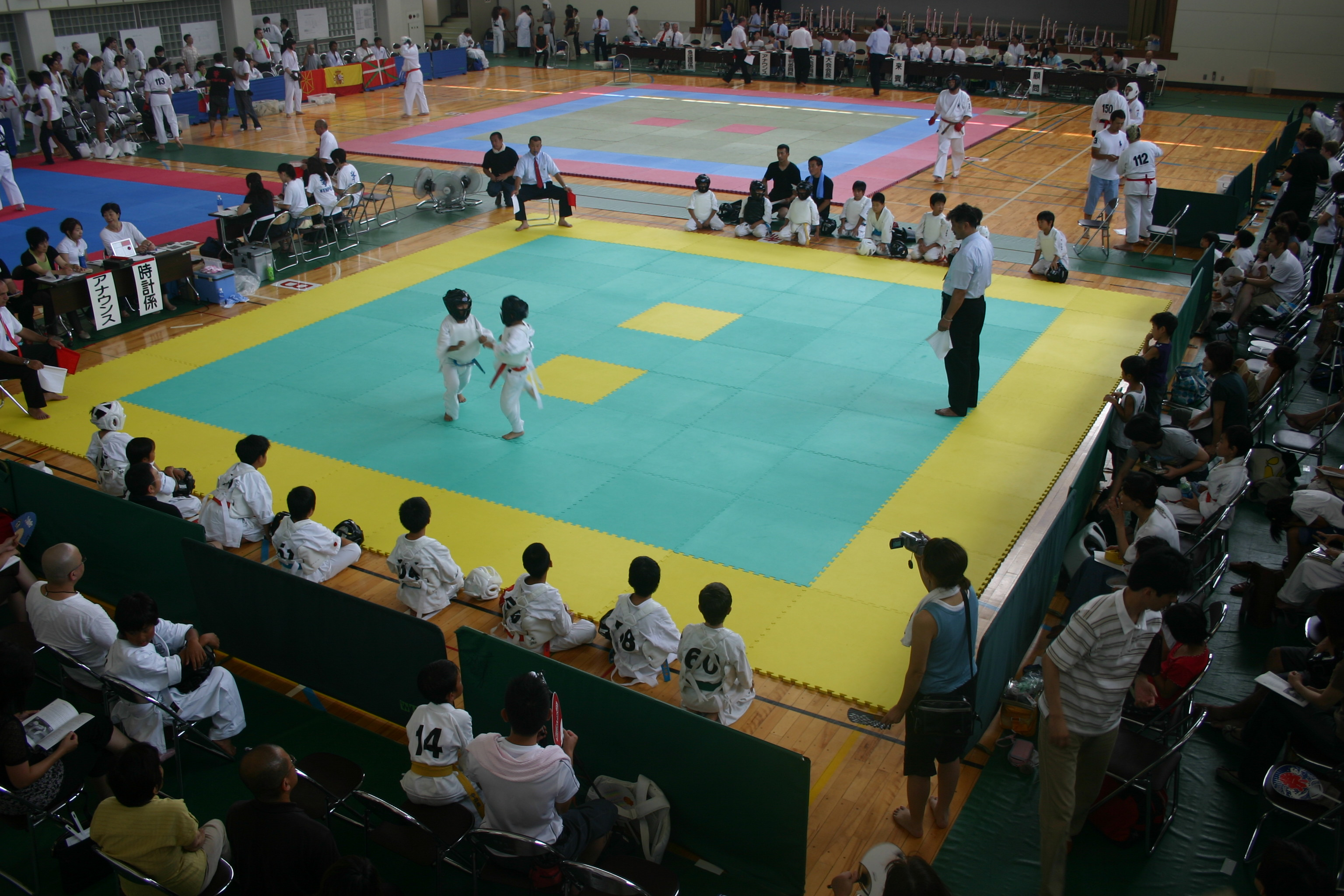

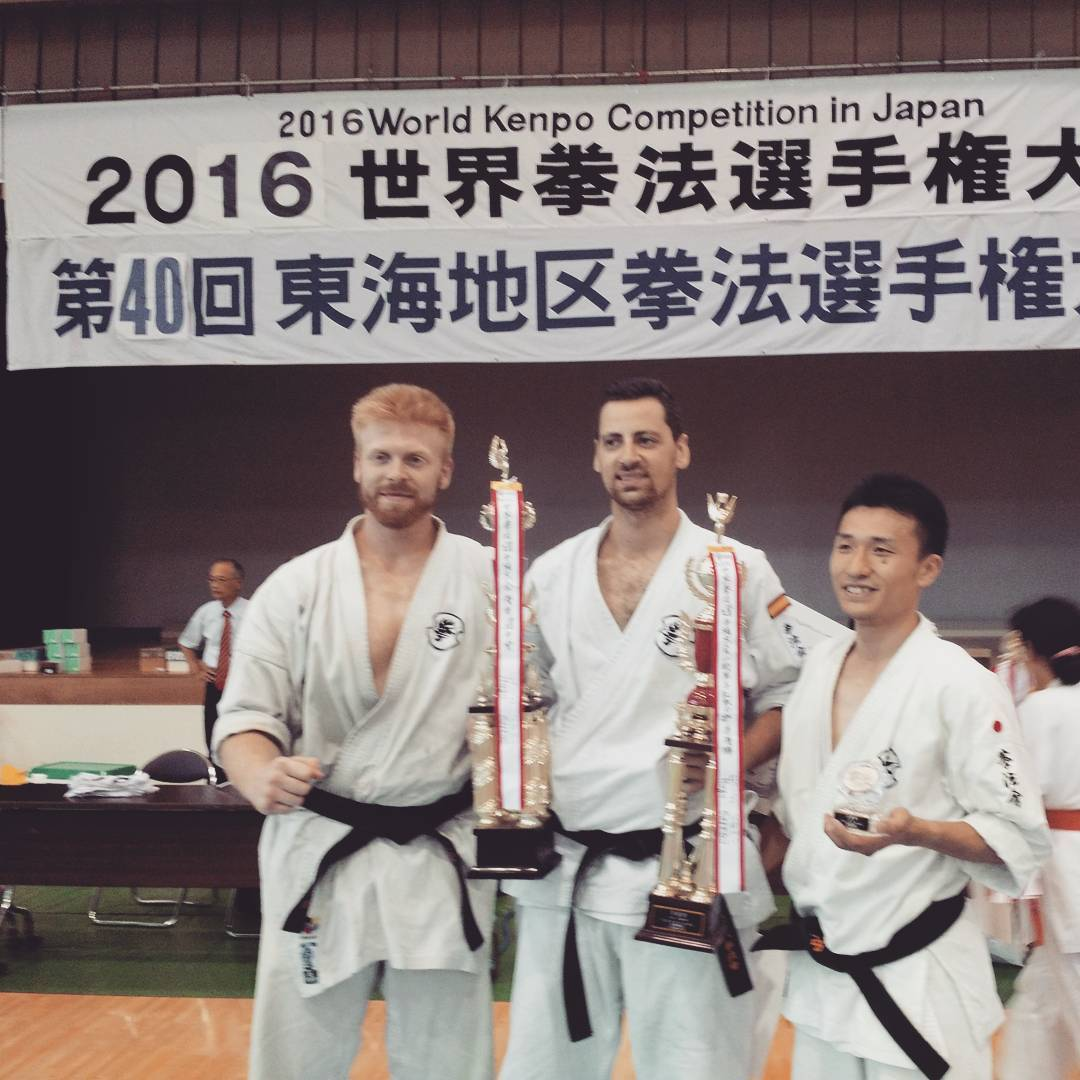
Shingo Ando (Japón), Hugo Barros Bermúdez (España), y Danilo Jude Bardisa (Estados Unidos) tras el campeonato del mundo de Kenpo Kai en Hammamatsu, Japón, 2016

En 1976, se celebró el primer campeonato de Kenpō Kai en la ciudad japonesa de Wajima.
El aspecto deportivo de la práctica del Kenpō Kai es una evolución moderna que permite a este arte marcial adaptarse a la sociedad actual, integrando los valores morales y educativos con las antiguas tradiciones guerreras niponas, por medio de un reglamento de competición.
La competición permite al kenshi (practicante de Kenpō Kai), adquirir cualidades como es la modestia, enseñando que los resultados deportivos brillantes son efímeros, por lo que siempre hay que seguir evolucionando y aprendiendo.
En octubre del 2023, se celebró por primera vez el campeonato del mundo de Kenpō Kai fuera de Japón, en concreto en Túnez (África), todo un hito para la historia de esta escuela.

Modalidades de competición en Kenpō Kai:
- Competición técnica individual: presentación de una forma kata individual del programa oficial de aprendizaje, a esta modalidad se le denomina kata.
- Competición técnica por parejas: ejecución de una serie de técnicas de defensa personal contra un adversario, a esta modalidad se le denomina juho enbu.
- Competición técnica individual con Nihonto : presentación de una forma de espada japonesa Nihonto kata individual del programa oficial de aprendizaje, a esta modalidad se le denomina kenpo kai Iai.
- Competición combate: se utilizan protecciones para evitar posibles lesiones, la competición de Kenpō Kai permite el contacto al cuerpo con excepción de los puños a la cabeza.

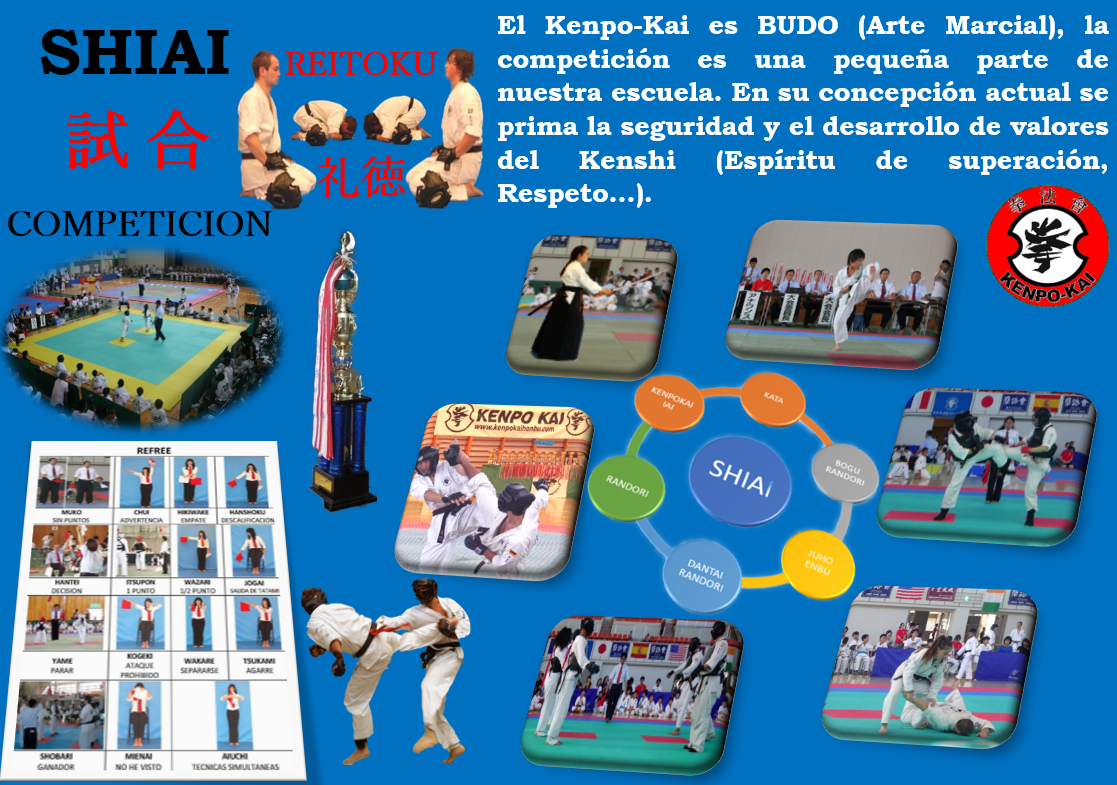
Kenpo Kai Shiai

Existen tres categorías de combate :
- Dantai Randori Combate semi-contacto por equipos con protecciones (equipos formados por 3 o 5 personas);
- Bogu Randori Combate Semi-contacto con protecciones (para las personas que se inician en la competición y/o personas que quieren realizar combates con una protección alta);
- Randori Combate contacto (normalmente reservado a los cinturones marrones y negros, las protecciones utilizadas son las mínimas -casco, guantillas y coquilla-).

Una de las características que llama la atención en las competiciones de Kenpō Kai es ver a los competidores después del combate realizar el reitoku 礼徳 (cortesía, reconocimiento), que consiste en lo siguiente:
El kenshi que ha ganado el combate, se dirige a su oponente, ambos se ponen en seiza 正坐  (sentarse de rodillas), se quitan el casco y lo ponen en un costado, los dos realizan una reverencia (zarei 座礼), en la que el ganador reconoce con este acto; la valentía, el coraje y su respeto y el vencido agradece esta muestra de respeto.

## Organización

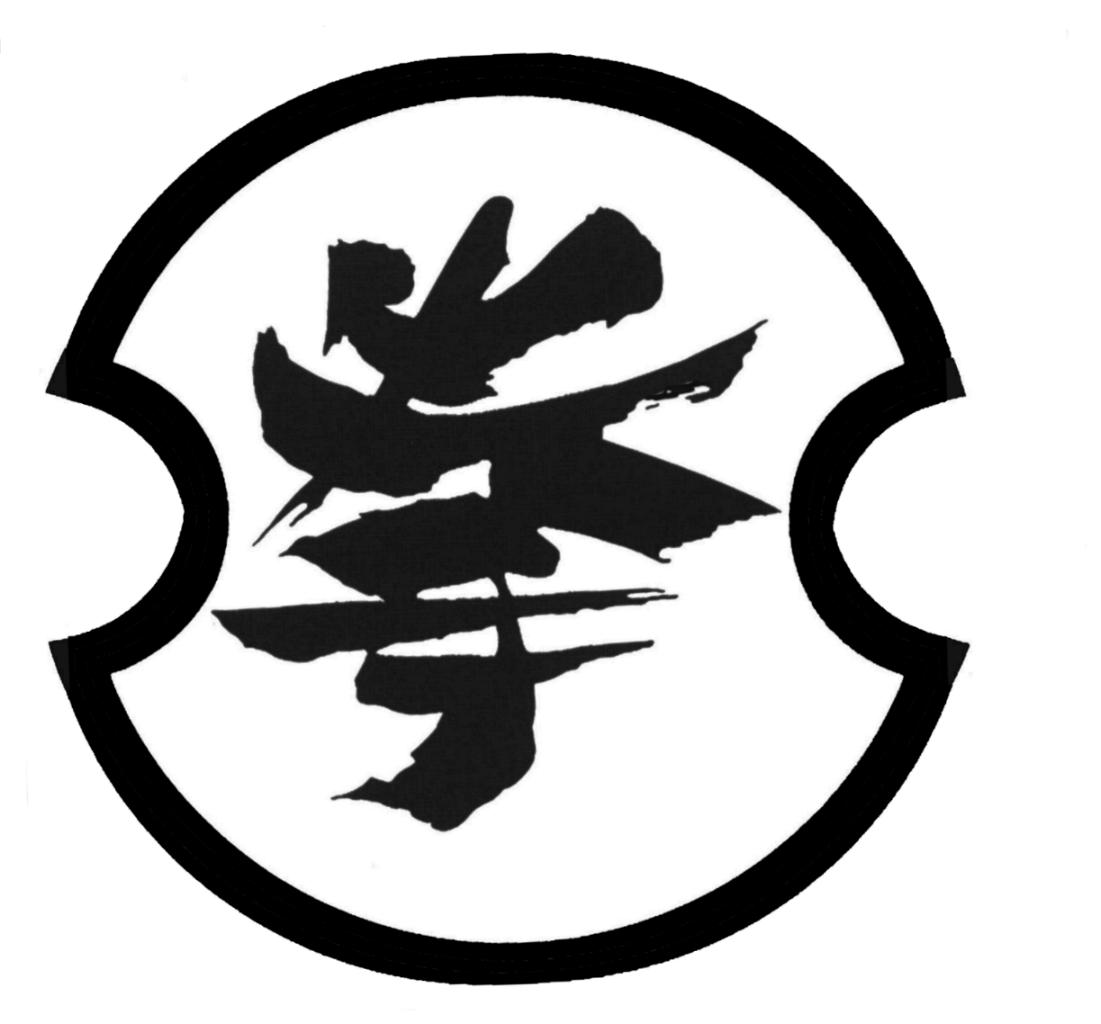
Emblema de Kenpo Kai

El Kenpō Kai está dirigido a nivel mundial por la International Kenpo Kai Organization con sede en Hamamatsu, Japón, en cada continente tiene una delegación, como por ejemplo Europa, la European Kenpo Kai Organization con sede en España y ésta a su vez, en cada país, cuenta con una Asociación (inscritas en el Registro Nacional de Asociaciones de cada país).
Los países en los que actualmente se practica Kenpō Kai son los siguientes :
- Túnez
- Australia
- España
- Francia
- India
- Indonesia
- Japón
- Nepal
- Italia
- Alemania
- Polonia
- Rumania
- Perú
- México
- Países Bajos
- Nueva Zelanda
- Canadá
- Zambia
- Argelia
- Cuba
- República Dominicana
- Madagascar
- Emiratos Árabes Unidos
- Myanmar
- Suecia

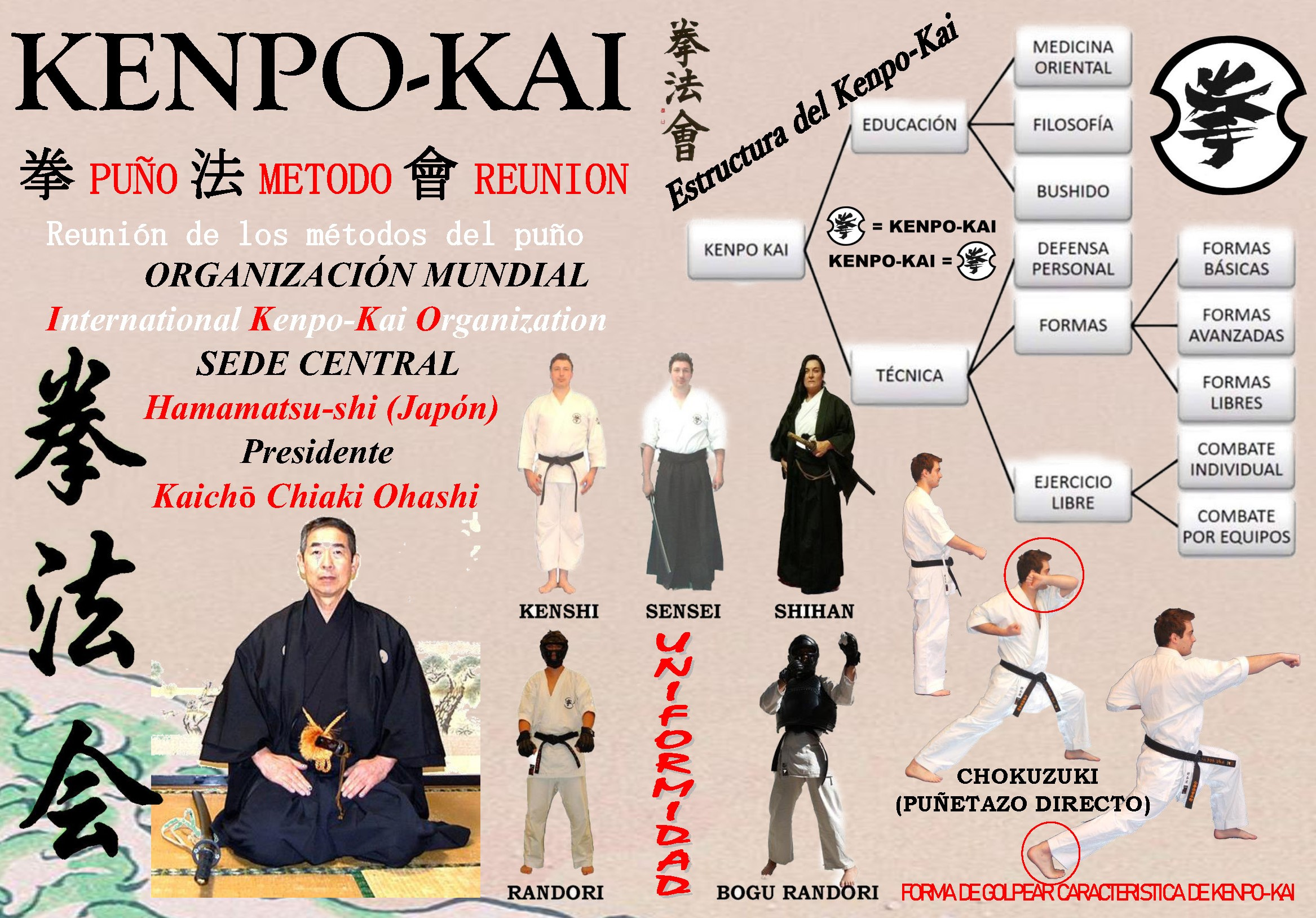
Infografía de kenpo Kai

- Presidente Mundial: Chiaki Ohashi, décimo dan, presidente IKKO (International Kenpo Kai Organization).
- Presidente para Europa : Juan-Mari Vidal, octavo dan, presidente EKKO (European Kenpo Kai Organization).
- Sede Central para Europa : Europe Kenpo-Kai Honbu, Pso. Julio Caro Baroja 2,31780 Bera - Navarra- España.
- Presidente para África: Sensei Mourad Saâdallah, Sede central en Túnez (África Kenpo Kai Organization)
- Presidente para Asia: Takao Asai, octavo dan, Sede central en Nagoya (Japón)